# ملاكمة السكران
زوي كوان (بالصينية:醉拳) أو ملاكمة السكران من الفنون القتالية الصينية يقلد فيها المتصارع حركات السكران.

## الخصائص العامة لهذا الأسلوب
إن اللاعب عندما يقوم بأداء هذا الأسلوب وجب عليه أن يتماثل بالسكر كأنه سكران فيأدي العرض وهو مترنح الخطوات مضطرب الجسم يتماثل كأنما هو على وشك الوقوع. وتتميز بالضربات المفاجئة في الهجوم وتجنب الخصم واللجوء إلى الحيلة، والقفز والركل والمراوغة والانقضاض على الخصم والدحرجة والشقلبة والالتواء فالأسلوب عبارة عن مزيج من الملاكمة والمصارعة والسكر في آن واحد. وملاكمة السكران لها مجموعات متنوعة كثيرة من الأساليب تحت أسماء متعددة وهي تختلف في تركيز نقطة الثقل على الحركات المختلفة مع العلم أن كل أوضاع السكران تتكون من حركات ملاكمة، مراوغة، التفاف، تغيير المكان، إيهام الخصم بضربة ناحية الرأس مع أنا الهجوم يكون مصوب ناحية البطن أو الرجل أو القيام بهجوم زائف واستغلال تخبط الخصم بهجوم آخر.

## فوائد التدريب على ملاكمة السكران
يساعد على تقوية العضلات وتحسين مرونة المفاصل والأربطة والتنسيق بين وظائف الأعصاب والعضلات ويفيد الدورة الدموية والتنفس وبناء اللياقة البدنية.

## المبادئ الأساسية في مزاولة - ملاكمة السكران
1. يجب على ألاعب أن يكيف نفسه على أداء هذا الأسلوب في شكل حيوي لشخص سكران تخفى قبضات الاشتباك في السكر وممارسة المهالات الاشتباكية بقدر الإمكان مثل السكران ويطلب من ألاعب صلابة جذعه وثبات خطوته في كافة الحركات الحرة ولا يهم كم يميل جسم ألاعب بل ينبغي أن يكون الجذع معتدل من الرأس إلى العصعص.
2. يجب على اللاعب أن يتصف بالجرأة وعدم التقيد لا يمكن أن يأدي شكلا حيويا للسكران مع مراعاة قواعد الأسلوب.
3. يجب إظهار حيوية اللاعب وقوته وأن يكون شكل جسمه رشيقا وأن تكون حركاته حازمة وثابته في كل خطوة أو وضع مع شد الأربطة والأوتار في الجذع والأطراف مع توجيه حركات الجسم بوعي.

ويجب أن تكون السقطة والانقضاض قبل القوة الدافعة للحركة.

## تقسيمات السقطة
السقطة مقسمة إلى ثلاث فئات:
1. السقطة الزائفـة: وهي من الاشتباك بالاضطجاع على الأرض وهي تستخدم لخداع الخصم بالتظاهر بالسقوط.
2. السقطة الشديدة : تستخدم لتدريب الجسم على تحمل أي سقطة أو ضربة أو ارتطام وشقلبة لتجنب الخطر.
3. السقطة لتجنب الخطر وهي انحراف الجسم : وهي تعتمد على أن يجعل اللاعب جسمه يفقد توازنه ليميل على الجانبين بقصد وما يوشك جسمه يرتطم بالأرض ليتوقفعن السقوط فيفادي ضربة شديدة والغرض من هذه المهارة هو تجنب السقطة وحماية جسم اللاعب من الأذى أو الاصطدام عندما يلكمه الخصم.

وهذه السقطات الثلاث يجب أن تؤدى بقوة السكر الدافعة لحركات الجسم.